# Päpstliche Bibelkommission
Die Päpstliche Bibelkommission (lateinisch Pontificia Commisio Biblica) ist eine von Papst Leo XIII. 1902 ins Leben gerufene Päpstliche Kommission. Die Kommission besteht aus führenden katholischen Exegeten, sie berät den Papst in Bibelfragen und führt in seinem Auftrag wissenschaftliche Untersuchungen durch. Die Päpstliche Bibelkommission erstellt auch Gutachten bei Lehrbeanstandungsverfahren. Sie ist dem Dikasterium für die Glaubenslehre zugeordnet, dessen Präfekt von Amts wegen auch Präsident der Päpstlichen Bibelkommission ist. Der Vorstand besteht aus dem Präsidenten Víctor Manuel Kardinal Fernández, der Sekretärin Núria Calduch-Benages und zwanzig Mitgliedern, die Bibelwissenschaftler sein müssen. Die Mitglieder der nach Bedarf aktivierten Unterkommission brauchen keine Bibelwissenschaftler zu sein, es können auch nicht katholische Fachleute in die Unterkommission berufen werden.

## Geschichte
Mit der Bibelenzyklika Providentissimus Deus hatte Papst Leo XIII. 1893 die Normen zum Gebrauch der Heiligen Schrift umrissen. Am 30. Oktober 1902 legte er mit der Apostolischen Konstitution Vigilantiae studiique den Grundstein für die „Päpstliche Bibelkommission“. Ausgangssituation war der zum Ende des 19. Jahrhunderts beginnende Antimodernismus. In dieser Periode kam es zu Auseinandersetzungen um die geschichtliche Kritik an der Bibel, an der Bibellehre und zur Interpretation der Heiligen Schrift. Zum Höhepunkt dieser Diskussion führt 1897 die Auseinandersetzung mit den modernen Interpreten und des Heiligen Offizium, das für die kirchliche Lehre zuständig war. Dies war einer der Auslöser für die Gründung der päpstlichen Bibelkommission (Pontificia Commisio de re biblica).
Während des Pontifikats von Papst Pius X., der 1907 mit seinem Apostolischen Schreibens in Form eines Motu Proprio Praestantia Scripturae nochmals die Lehren des Modernismus verurteilt und als Strafe für die Modernisten die automatische Exkommunikation verhängte, trat innerhalb der Bibelkommission eine bedeutende Wende ein. Die bisher gemäßigten Mitglieder verließen allmählich die Kommission und wurden durch reaktionäre Mitglieder ersetzt. Mit dem Antimodernisteneid vom 1. September 1910 erließ Pius X. einen Eidestext, der alle Dozenten verpflichtete, die Beschlüsse und Entscheidungen der Bibelkommission zu respektieren und auf die Enzyklika Providentissimus Deus zu schwören. Dieses hatte zur Folge, dass nach dem Tod Pius’ X., unter Vorsitz des Präsidenten Willem Marinus Kardinal van Rossum CSsR (1854–1932), der gleichzeitig Präfekt der Kongregation für die Verbreitung des Glaubens war, keine grundlegenden Beschlüsse gefasst worden waren. Pius XI. verlieh der Bibelkommission das Promotionsrecht und verfolgte damit die Förderung der exegetischen Studien. Das Recht akademische Grade Lizentiat und Doktorat zu vergeben, ist an bestimmte Auflagen gebunden. Gleichzeitig errichtete er das Päpstliche Bibelinstitut als Zentrum für akademische Bibelstudien.
Papst Paul VI. leitete 1971 aufgrund der Beschlüsse des Zweiten Vatikanischen Konzils eine grundlegende Reform der Päpstlichen Bibelkommission einleitete.

## Aufgaben
Leo XIII. legte in seiner Konstitution fest, dass die Aufgaben der Kommission darin beständen biblische Studien zu fördern und in Zweifelsfragen zu entscheiden. Zum heutigen Aufgabenbereich gehören die wissenschaftliche Arbeit bei der katholischen Exegese, die Unterstützung des kirchlichen Lehramtes sowie die Pflege von Kontakten zu bibelwissenschaftlichen Instituten. Die Bibelkommission hat seit ihrem Bestehen mehrere Dokumente, die den Charakter von Lehrschriften aufweisen, veröffentlicht.

## Mitglieder

### Präsidenten
- Franjo Šeper (1972–1981)
- Joseph Ratzinger (1982–2005)
- William Joseph Levada (2005–2012)
- Gerhard Ludwig Müller (2012–2017)
- Luis Ladaria (2017–2023)
- Víctor Manuel Fernández (ab 2023)

### Sekretäre
- Jean-Baptiste Frey CSSp (1925–1939)
- Jacques-Marie Vosté OP (1939–1949)
- Athanasius Miller OSB (1949–1962)
- Beniamino Wambacq (1962–1971)
- Albert Descamps (1974–1980)
- Henri Cazelles (1985–1989)
- Albert Vanhoye (1990–2001)
- Klemens Stock (2002–2014)
- Pietro Bovati (2014–2021)
- Sr. Núria Calduch-Benages MHSFN (seit 2021[1])

### Technische Sekretäre
- Leo Elders (1974–1976)
- Marino Maccarelli (1977–1999)
- Alessandro Belano (2000–)

### Mitglieder
- Jean-Noël Aletti (2002–2013)
- José Alonso Díaz (1973–1984)
- Olivier Artus (2002–2013)
- Knut Backhaus (2014–)
- Miguel Antonio Barriola (2002–2013)
- Dominique Barthélemy (1973–1989)
- Pierre Benoit (1973–1987)
- Paul Béré SJ (seit 2021)
- Willem Beuken (1997–2007)
- Johannes Beutler (1994–2001)
- Pietro Bovati (2008–)
- Jacques Briend (1990–2001)
- Raymond E. Brown (1973–1979; 1997–1998)
- Paul Buetubela Nzazi Balemb (1990–2001)
- Brendon Byrne (1990–1996)
- Núria Calduch Benages (2014–)
- Henri Cazelles (1973–1989)
- Eduardo Córdova González (2014–)
- Regino Cortes (2002–2006)
- Bruna Costacurta (2014–)
- Guy Couturier (1978–1984)
- Ignace de la Potterie (1973–1984)
- Pierre Debergé (2014–)
- Alfons Deissler (1973–1984)
- Albert Descamps (1973–1980)
- Juan Miguel Díaz Rodelas (2008–)
- Christoph Dohmen (2002–2013)
- Marcel Dumais (1985–1996)
- Jacques Dupont (1973–1989)
- Luís Henrique Eloy e Silva (2014–)
- Denis Farkasfalvy (2002–2013)
- Joseph Fitzmyer (1985–1996)
- Albert Fuchs (1991–2001)
- Vittorio Fusco (1997)
- Andrés María García Serrano (seit 2021)
- Salvatore Garofalo (1973–1989)
- Giuseppe Ghiberti (1997–2007)
- Marc Girard (1997–2007)
- Federico Giuntoli (seit 2021)
- Joachim Gnilka (1973–1989)
- Francolino Gonçalves (2008–)
- Adrian Graffy (2014–)
- Prosper Grech (2004–2013)
- John Greehy (1978–1984)
- Pierre Grelot (1973–1986)
- Jacques Guillet (1987–1989)
- Mary Healy (2014–)
- Maurice Hogan (1997–2007)
- John Chijioke Iwe (2009–)
- Augustyn Jankowski (1978–1989)
- Alexander Kerrigan (1973–1979)
- Marcin Kowalski (seit 2021)
- Jan Lambrecht (1985–1996)
- Philippe Lefebvre OP (seit 2021)
- Lucien Legrand (1973–1979)
- Bénédicte Lemmelijn (seit 2021)
- Armando Jorge Levoratti  (1990–2001)
- José Loza Vera (1988–2001)
- Stanislas Lyonnet SJ (1973–1979)
- Thomas Manjaly (2008–)
- Hugo Orlando Martínez Aldana (2014–)
- Carlo Maria Martini (1974–1980)
- Levente Balázs Martos (2014–)
- Jean-Bosco Matand Bulembat (2014–)
- John McHugh (1985–1989)
- Laurent Monsengwo Pasinya (1985–1989)
- Antonio Moreno Casamitjana (1976–1979)
- Antoine Mouhanna (1991–1996)
- Domingo Muñoz León (1985–1996)
- Laurent Naré (1978–1984; 2001–2004)
- Maria Armida Nicolaci (seit 2021)
- Fearghus Ó Fearghail (2009–)
- Johan Pahk Yeong-sik (2008–)
- Joseph Pathrapankal (1985–1989)
- Henry Pattarumadathil SJ (seit 2021)
- Angelo Penna (1978–1981)
- Ney Brasil Pereira (2002–2013)
- Jerome Quinn (1980–1984)
- Jesu Raja (1990–2001)
- Gianfranco Ravasi (1985–1996)
- Helmut Ritt (1990–1993)
- Ryszard Rubinkiewicz (1998–2007)
- Eleuterio Ramón Ruiz (2014–)
- Lothar Ruppert (1989–2001)
- Jordi Sánchez Bosch (1997–2007)
- Adrian Schenker (1990–2001)
- Heinrich Schlier (1973–1974)
- Josef Schreiner (1985–1988)
- Giuseppe Segalla (1985–1996)
- Donald Senior (2002–2013)
- Ceslas Spicq (1973–1979)
- Lech Stachowiak (1990–1998)
- David Stanley (1973–1977)
- Klemens Stock (2002–2013)
- Blažej Štrba (seit 2021)
- João Evangelista Martins Terra (1985–1989)
- Ramón Trevijano Etcheverría (2002–2013)
- Albert Vanhoye (1985–2001)
- Ugo Vanni (2001–2013)
- Jean-Luc Vesco (1989–2001)
- Matthew Vellanickal (1978–1984)
- Benjamin Wambacq (1973–1984)
- Henry Wansbrough (1997–2007)
- Henryk Józef Witczyk (2008–)
- Carlos Zesati Estrada (2002–2013)

## Dokumente
- Die Interpretation der Bibel in der Kirche, erstellt unter dem Präsidium von Joseph Kardinal Ratzinger, 1993